# Cosmopolis (Washington)
Cosmopolis je grad u američkoj saveznoj državi Washington. Prema popisu stanovništva iz 2010. u njemu je živjelo 1.649 stanovnika.